# Зильберштейн, Адольф
Адольф Зильберштейн (нем. Adolf Silberstein, псевдоним — венг. Adolf Ötvös; 1 июля 1845, Будапешт — 12 января 1899, там же) — венгеро-немецкий писатель, переводчик, художественный критик, журналист.
Изучал философию и медицину в Лейпцигском университете, сравнительное языкознание в Берлине, историю и политическую экономию в Гейдельберге. В Германии начал карьеру журналиста. Вернувшись в Венгрию в 1870 г., редактировал газету «Temesvarer Zeitung» в Темешваре. В 1877 г. перебрался в Будапешт, где стал одним из ведущих сотрудников «Pester Lloyd» и «Neue Pester Journal».
Из его критических статей в газете «Pester Lloyd» впоследствии были составлены книги: «Philosophische Briefe an eine Frau» (1873); «Strategie der Liebe» (3 изд. 1884); «Die Bibel der Natur» (4 изд. 1880); «Dichtkunst des Aristoteles» (1876). Кроме того Зильберштейн написал биографию Рудольфа Готшалля (1868), перевёл на немецкий язык ряд венгерских писателей (Йокаи, Миксат и др.).